# Michael Gorman
Michael Gorman (6 de marzo de 1941) es un bibliotecario británico. Su campo de investigación en Biblioteconomía abarca tanto aspectos teóricos (sus 5 leyes bibliotecarias) como en el terreno aplicado (la catalogación y su automatización). Es uno de los bibliotecarios más influyentes de la segunda mitad del siglo XX.

## Biografía
Nace en Witnedy, Oxfordshire (Reino Unido). Empezó su carrera profesional en 1966 en la Biblioteca Británica, ocupando diversos cargos, hasta llegar a ser jefe de la sección de catalogación. Abandona la institución en 1977 para viajar a Estados Unidos y trabajar en la biblioteca de la Universidad de Illinois. En 1988 se muda a California para ser decano de la biblioteca de la Universidad de Fresno hasta 2007, que se jubila.
Fue presidente de la American Library Association (ALA) durante el binomio 2005-2006. También ha dado clases en escuelas tanto británicas como norteamericanas e imparte numerosas conferencias por todo el mundo.

## Aportaciones académicas
Michael Gorman es posiblemente el bibliotecario más importante de la segunda mitad del siglo XX. Su obra abarca el mundo de las bibliotecas con una mirada holística, contemplando todos sus paradigmas: historia, nuevas tecnologías, ética, lectura, internet... Gorman puede considerarse como el creador de la epistemología Filosofía de las Bibliotecas. Fruto de estas reflexiones, enunció 5 leyes bibliotecarias que vendrían a completar las ya enunciadas anteriormente por Ranganathan. Son las siguientes:
- 1.- Las bibliotecas sirven a la humanidad
- 2.- Respetar todas las formas en que se transmite el pensamiento.
- 3.- Usar la tecnología inteligentemente para mejorar el servicio.
- 4.- Proteger el acceso gratuito al conocimiento.
- 5.- Honrar al pasado y crear el futuro.

Además de estas leyes, Gorman reflexiona sobre la naturaleza de las bibliotecas y de los bibliotecarios, los cuales deben de priorizar el conocimiento y el entendimiento puestos al servicio de las personas y sus comunidades, por encima de los datos o la propia información; es decir, los bibliotecarios no deben centrarse tan solo el libros e información, sino en hacer llegar a los usuarios el contenido de cualquier documento, sin importar el soporte físico que utilice.
Con ello Gorman considera cuales deben ser los principios éticos de la Biblioteconomía: acceso por igual a los materiales y recursos, a desarrollar servicios nuevos de acercamiento del libro al usuario, cooperación interbibliotecaria y, sobre todo, libertad intelectual.
También ha trabajado en aspectos técnicos, evaluando las distintas técnicas de catalogación y los programas empleados en su automatización.

## Premios y obras
Michael Gorman colaboró en la redacción de la segunda edición de las Reglas Angloamericanas de Catalogación. Su obra teórica más famosa es Bibliotecas del futuro, sueños, locura y realidad, en coautoría con Walt Crawford.
Fue condecorado con la medalla Melvil Dewey en 1992.